# رقائق (خبز)

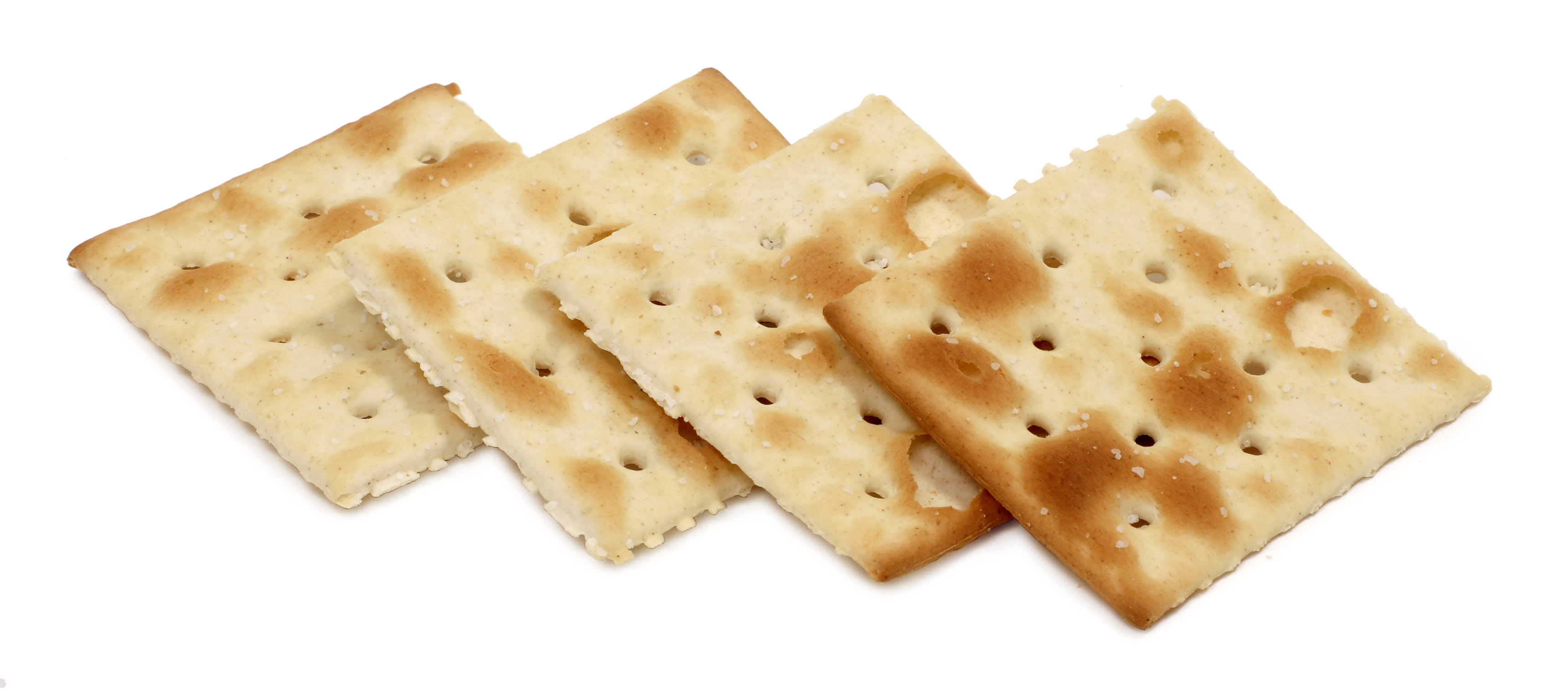
رقائق البسكويت المملح

المُتكَسِّرَة أو الرقائق[بحاجة لمصدر] هي أي نوع من المخبوزات الرقيقة والمصنوعة عادة من الدقيق. يضاف إليها عادة بعض المنكهات كالملح أو الأعشاب أو البهارات. يمكن للرقائق أن تؤكل وحدها، أو مع ومواد غذائية أخرى كالجبن واللحوم والدهون والمربى والزبدة. من أمثلتها النتشية والبسكويت المملح.